# 콜드게임
콜드게임(called game)이란 소프트볼이나 야구 경기에서 심판에 의하여 종료결정이 내려진 게임을 말한다. 영어로는 머시룰(mercy rule), 녹아웃룰(knockout rule), 스컹크룰(skunk rule)이라고 한다. 특히 야구에서 양팀 모두 5회 이상 공격을 동일하게 진행한 뒤 해가 지거나 폭우, 또는 분쟁 등의 이유로 경기 진행이 곤란하게 되었을 때, 또는 양팀간의 점수차가 너무 많이 벌어져서 더 이상 경기를 계속 진행해야 할 이유가 없을 때에 심판이 경기를 중단시키는 경우에 쓰인다. 승패여부는 그때까지의 득점에 따라 결정된다.
대회에 따라서 경기시간의 제한이나 '몇 회까지 몇 점 이상 차이가 있을 경우에는 경기를 그 횟수까지로 끝낸다'는 등의 규정이 있을 수도 있는데, 이 규정에 의하여 도중에 경기가 종료했을 경우에도 이 용어를 사용한다. 현재 한국 아마추어 야구에서는 한 팀이 일방적으로 앞서고 있을 때에도 적용된다. 즉 5회 10점 차 이상, 7회 7점 이상 점수차가 나면 콜드게임이 선언된다.
어떤 이유 때문에 심판이 경기의 일시중단을 선언한 뒤 다음날에 남은 경기를 속행하는 서스펜디드 게임도 콜드게임에 속한다. 다만, 종료했을 때 득점이 같을 경우에 주심은 '타이게임'을 선언해야 하고, 또 악천후 등으로 5회 이전에 경기를 진행할 수 없게 되었을 경우 주심은 '노게임'을 선언해야 한다. 따라서 노게임은 경기가 시작은 되었으나 1∼4회에 중단되어 아예 처음부터 시작도 하지 않은 결과가 나올 때 쓰는 용어이다.
콜드게임이 정식경기로 되었을 경우에는 경기가 종료될 때까지 기록된 개인과 팀의 기록을 모두 공식기록으로 계산한다. 
단,  콜드게임이 타이게임이 되었을 경우에는 승리투수 및 패전투수의 기록만 제외한다.

## 콜드게임의 종류
1. 점수 차에 따라 경기의 승패를 경기 도중 정하는 경우
  - 예: 갑팀하고 을팀이 경기를 하고 있는데, 경기 점수가 16:4이고 규정된 점수 차를 넘긴 경우, 갑팀이 콜드게임 승을 거두게 된다.
2. 비, 안개 등의 기상상태에 따라 경기를 중단하는 경우
  - 예: 갑팀하고 을팀이 경기를 하고 있는데, 갑자기 세찬 비가 와서 경기를 하는 것이 불가능하다는 심판의 판단이 내려지면, 경기는 중단되어 강우 콜드게임이 된다.

## 콜드게임에 따른 대처
1. 1번의 원인으로 승패를 가른 경우 승팀은 콜드승으로, 패팀은 콜드패로 기록된다. 단,콜드승과 콜드패는 따로 일반적으로 크게 구분을 두지 않으므로 일반적인 승패와 합쳐 같은 기록으로 간주된다.
2. 2번의 원인으로 경기가 중단된 경우
  - 경기가 5이닝 이상 진행된 경우, 그 당시 이기고 있는 팀의 승리로 처리한다.
  - 경기가 5이닝 이상 진행되지 못한 경우, 더블헤더 등으로 재경기를 치른다.

## 같이 보기
- 시간 끌기